# Alina Grigore
Alina Grigore, née le 30 décembre 1984 à Bucarest, est une actrice, réalisatrice et scénariste roumaine.

## Biographie

### Jeunesse
Originaire de Bucarest, Alina Grigore s'installe à Piatra Neamt à l'âge de sept ans. À l'âge de dix ans, elle commence à jour la comédie pour la télévision locale, la radio, le théâtre et un groupe de marionnettistes. En 2007, elle est diplômée de l'Université des arts théâtraux et cinématographiques de Bucarest.

### Carrière professionnelle
Alina Grigore obtient son premier rôle principal dans le long métrage Happy End de Radu Potcoava en 2006, alors qu'elle est en première année de classe de théâtre. Elle décroche des rôles principaux dans quatre séries télévisées roumaines : Om sarac om Bogat, Razboiu Sexelor, Ingerasii et Aniela. La comédienne a collaboré avec le Comedy Theater et le Metropolis Theater. Elle a également travaillé avec des réalisateurs roumains et européens comme Cristi Puiu, Adrian Sitaru, Craig Lines et Radu Potcoava,.
En septembre 2021, le premier long métrage d'Alina Grigore, intitulé Blue Moon, remporte le prix du meilleur film lors de la 69e édition du festival international du film de Saint-Sébastien. Le film retrace le parcours d'une jeune femme qui tente d'échapper à la violence de sa famille et de son milieu rural,. Pour la première fois de l'histoire du festival, la récompense pour le meilleur film est une distinction mixte, afin de ne pas faire de différences entre les réalisateurs hommes et femmes.

## Filmographie

### Actrice
- 2010 : Aurora de Cristi Puiu : une vendeuse
- 2011 : Best Intentions d'Adrian Sitaru : Delia
- 2016 : Illégitime d'Adrian Sitaru : Sasha Anghelescu

### Scénariste
- 2016 : Illégitime d'Adrian Sitaru : Sasha Anghelescu
- 2022 : Amid Waters d'Alina Grigore

### Réalisatrice
- 2021 : Blue Moon
- 2022 : Amid Waters

## Distinctions
- 2021 : Coquille d'or pour Blue Moon, Festival international du film de Saint-Sébastien 2021